# 吉岡堅二
吉岡 堅二（よしおか けんじ、1906年10月27日 - 1990年7月15日）は、日本画家。

## 略歴
東京都本郷の生まれ。父は日本画家吉岡華堂。野田九浦に師事する。藤田嗣治の友人の洋画家高崎剛の留守宅を借りて住んだ際に制作した「奈良の鹿」で、わずか24歳にして帝展特選となる。福田豊四郎・小松均と山樹社、豊四郎・岩橋英遠らと新日本画研究会を、さらに新美術人協会を結成し日本画の革新運動を展開、大胆なフォルムの豪快な作風で画壇に新風を送り込んだ。
1933年（昭和8年）帝展に「小憩」を出品して特選を受賞。
1939年（昭和14年）陸軍美術協会に参加。
第二次世界大戦中は豊四郎と共に大日本帝国陸軍従軍画家として満州、華北、華中へと赴く。
戦後は、山本丘人・上村松篁・豊四郎・高橋周桑らと創造美術を結成、西洋と東洋を融合させた常に新傾向の日本画を追求し続け「伝統日本画の亡霊と闘う画家」と評された。1971年（昭和46年）日本芸術院賞受賞。東京芸術大学教授(1969年退官)。

## 主な作品
| 作品名                               | 技法         | 形状・員数 | 寸法（縦x横cm） | 所有者                                             | 年代   | 出品展覧会            | 落款・印章 | 備考 |
| ------------------------------------ | ------------ | ---------- | --------------- | -------------------------------------------------- | ------ | --------------------- | ---------- | ---- |
| 奈良の鹿                             | 紙本着色     | 額1面      | 181.0x183.8     | 京都国立近代美術館                                 | 1930年 | 第11回帝展特選        |            |      |
| 椅子による女                         | 紙本彩色     | 額1面      | 225.0x121.5     | 東京国立近代美術館                                 | 1931年 | 第12回帝展            |            |      |
| 小憩                                 | 紙本彩色     | 額1面      | 200.0x185.0     | 東京国立近代美術館                                 | 1933年 | 第14回帝展            |            |      |
| 海浜                                 | 紙本彩色     | 額1面      | 185.0x196.0     | 東大和市立郷土博物館                               | 1934年 | 第15回帝展            |            |      |
| 熱帯植物と蛾                         | 紙本彩色     | 二曲一隻   | 151.3x158.0     | 個人（東大和市立郷土博物館寄託）                   | 1935年 | 第1回煌土社展         |            |      |
| 高原白夜                             |              | 四曲一隻   |                 | 神奈川県立近代美術館                               | 1936年 |                       |            |      |
| 乳牛                                 | 紙本彩色     | 四極一隻   | 236.0x376.0     | 東大和市立郷土博物館                               | 1938年 | 第1回新美術人協会展   |            |      |
| 馬                                   | 紙本彩色     | 四曲一隻   | 212.0x364.0     | 東京国立近代美術館                                 | 1939年 | 第5回煌土社展         |            |      |
| 駱駝                                 | 紙本彩色     | 額1面      | 125.1x228.5     | 京都国立近代美術館                                 | 1939年 | 第5回煌土社展         |            |      |
| 氷原                                 | 紙本彩色     | 六曲一隻   | 211.7x546.0     | 東京国立近代美術館                                 | 1940年 | 第3回新美術人協会展   |            |      |
| 苔庭                                 | 紙本彩色     | 額1面      | 197.8x183.8     | 京都国立近代美術館                                 | 1941年 | 第4回新文展           |            |      |
| 雨中急追                             | 紙本彩色     | 額1面      | 146.0x159.0     | 個人（東大和市立郷土博物館寄託）                   | 1941年 | 第2回聖戦美術展       |            |      |
| カリジャティ西方の爆撃               | 紙本彩色     | 額1面      | 192.0x260.5     | 東京国立近代美術館保管（アメリカ合衆国無期限貸与） | 1942年 | 第1回大東亜戦争美術展 |            |      |
| 高千穂降下部隊レイテ敵飛行場を攻撃す | 紙本彩色     | 額1面      | 186.5x254.5     | 東京国立近代美術館保管（アメリカ合衆国無期限貸与） | 1945年 | 戦争記録画展          |            |      |
| 尾瀬沼畔                             | 紙本彩色     | 額1面      | 112.5x98.5      | 上田市立美術館                                     | 1947年 | 第3回日展             |            |      |
| 柿                                   | 紙本彩色     | 額1面      | 157.5×126.0     | 東京国立近代美術館                                 | 1948年 | 第1回創造美術展       |            |      |
| 水禽屏風                             | 紙本彩色     | 六曲一隻   | 171.6x376       | 個人                                               | 1951年 |                       |            |      |
| 水鳥屏風                             | 紙本彩色     | 六曲一隻   | 169.5x378.4     | 個人                                               | 1955年 |                       |            |      |
| 鶴                                   | 紙本彩色     | 額1面      | 152.0x121.0     | 愛知県美術館                                       | 1959年 | 第23回新制作協会展    |            |      |
| 雷鳥                                 | 和紙・岩絵具 | 額1面      |                 | 富山県美術館                                       | 1983年 |                       |            |      |
| 翔                                   | 紙本彩色     | 額1面      | 151.0x273.3     | 佐久市立近代美術館                                 | 1986年 | 第13回創画展          |            |      |

### 戦争記録画について
戦時中に製作された戦争画のうち下記作品については、GHQに軍事主義的であるとして他の作家の作品とともに没収。1970年（昭和45年）、アメリカ合衆国から無期限貸与の形で返還され東京国立近代美術館に収蔵されている。
- 『カリジャティ西方の爆撃』（1942年）
- 『ブラカンマティ要塞の爆撃』（1944年）
- 『高千穂降下部隊レイテ敵飛行場を攻撃す』（1945年）